# Джехан (лунный кратер)
Кратер Джехан (лат. Jehan) — маленький ударный кратер в горном массиве между Океаном Бурь и Морем Дождей на видимой стороне Луны. Название дано по турецкому женскому имени и утверждено Международным астрономическим союзом в 1976 г. 

## Описание кратера

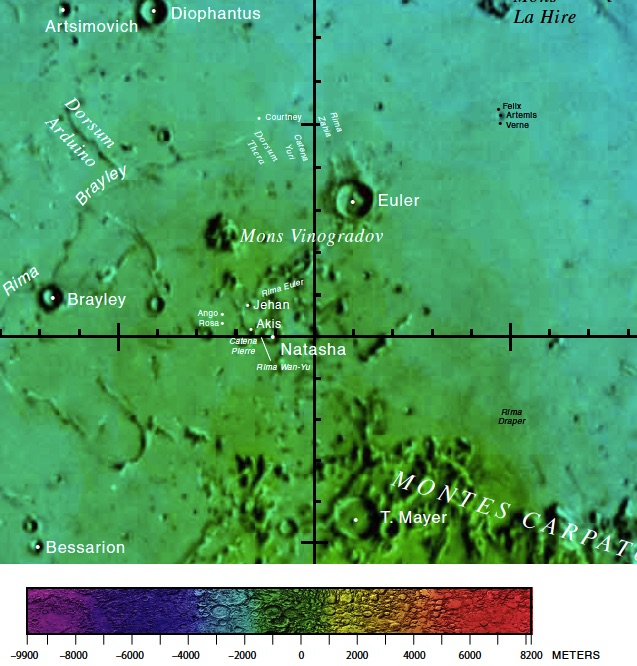
Окрестности кратера Джехан. Фрагмент карты видимой стороны Луны.

Ближайшими соседями кратера являются кратеры Анго и Роза на юго-западе; кратер Наташа на юго-востоке, и кратер Акис на юге. На севере-северо-западе от кратера находится пик Виноградова, на северо-востоке борозда Эйлера, на юге борозда Ван-Ю и цепочка кратеров Пири. Селенографические координаты центра кратера 20°43′ с. ш. 31°52′ з. д. / 20,71° с. ш. 31,86° з. д., диаметр 4,5 км, глубина 0,86 км.
Кратер имеет циркулярную чашеобразную форму с острой кромкой вала. Высота вала над окружающей местностью составляет 180 м, объем кратера приблизительно 5 км³. По морфологическим признакам кратер относится к типу ALC (по наименованию типичного представителя этого типа — кратера Аль-Баттани C).

## Сателлитные кратеры
Отсутствуют.